# H-II
Die H-II – auch H-2 oder H2 – war eine schwere japanische Trägerrakete. Trotz der Namensähnlichkeit zur H-I wurde sie komplett neu entwickelt. Die H-II absolvierte ihren ersten Start am 3. Februar 1994 und den letzten am 28. Juni 2025. Sie wurde durch das kostengünstigere Nachfolgemodell H3 ersetzt. Hersteller aller drei Raketen ist der japanische Industriekonzern Mitsubishi Heavy Industries.

## H-II

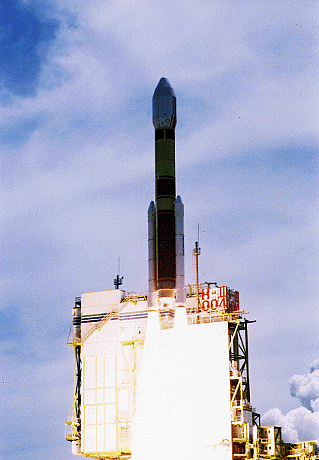
H-II beim Start

Die Entwicklung der H-II-Rakete begann 1986. Sie verwendete ein Antriebskonzept, wie es später auch bei der Ariane 5 realisiert wurde: Zwei Feststoffbooster sorgten für den nötigen Startschub, ein einzelnes Triebwerk des Typs LE-7 war für die Hauptbeschleunigung zuständig. Das Haupttriebwerk wurde mit flüssigem Sauerstoff und Wasserstoff (LOX/LH2 = Liquid Oxygen/Liquid Hydrogen) nach dem Hauptstromverfahren betrieben und besaß eine hydraulisch schwenkbarer Düse. Diese Triebwerke waren ein großer Schritt für die japanische Raumfahrt, brachten aber bei ihrer kostenintensiven Entwicklung (800 Mio. US-Dollar von den 2,3 Mrd. Dollar Gesamtkosten für die Rakete) auch einige Probleme mit sich. Der Test des Triebwerkes begann 1988, wobei 1989 zwei Tests fehlschlugen, was den Erstflug um zwei Jahre verzögerte. Zusammen mit einer modifizierten und von der H-I übernommenen Zweitstufe mit dem modernen und wiederzündbaren LE-5A-Triebwerk mit ebenfalls hydraulisch schwenkbarer Düse war die H-II in der Lage, bis zu 10 t Nutzlast in einen Low Earth Orbit (LEO) zu transportieren. Es gab sie mit zwei verschiedenen Nutzlastverkleidungen mit 4,1 m und 5 m Durchmesser. Letztere wurde nur einmal beim dritten Start verwendet, bei dem die Rakete zusätzlich durch zwei seitlich angebrachte Nissan Castor-IV AXL Feststoffbooster (Lizenzproduktion von Thiokol) mit 9,5 m Länge, je 10 t Startgewicht und je 600 kN Schub, unterstützt wurde.
Obwohl die H-II technisch auf dem neuesten Stand war, verhinderte ihre hohe Komplexität und die damit verbundenen hohen Startkosten und niedrige Zuverlässigkeit einen kommerziellen Erfolg, so dass die Produktion eingestellt und die H-IIA entwickelt wurde. Heute befindet sich noch ein Exemplar der H-II vor dem Besucherzentrum des Startgeländes.
- Erstflug: 3. Februar 1994
- Starts: 7, davon 1 Fehlstart und 1 Teilerfolg
- Zuverlässigkeit: 71 %
- Startkosten: 190 Mio. US$ (1994)

## H-IIA

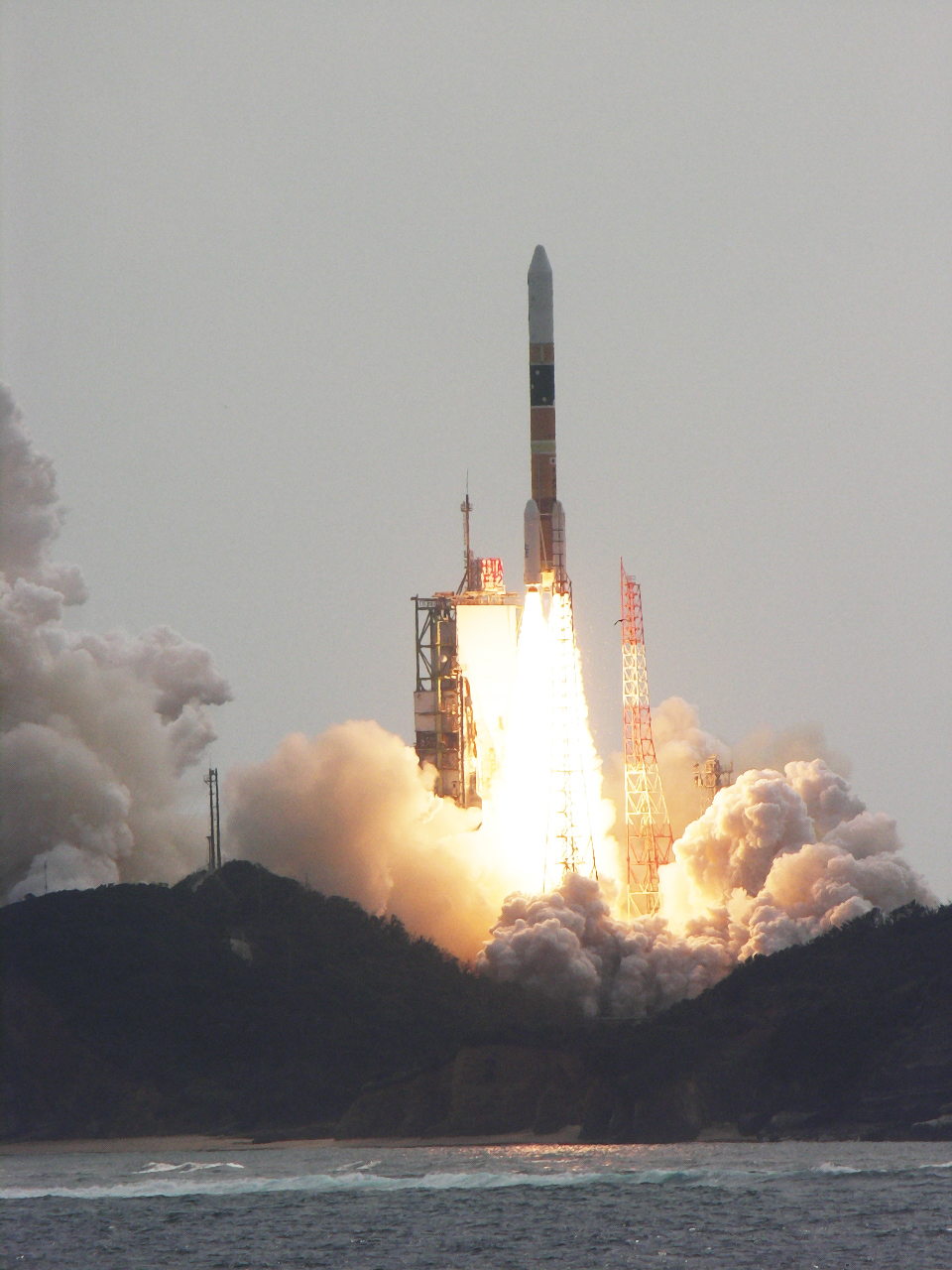
Start einer H-IIA mit IGS-R2

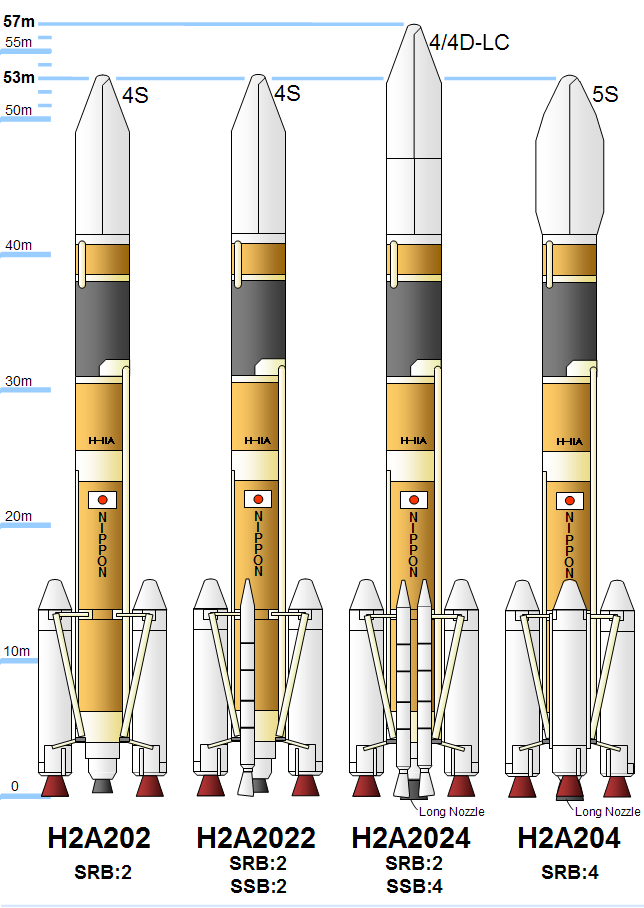
H-IIA-Raketenfamilie

Um die H-II-Konstruktion auch kommerziell wettbewerbsfähig zu machen, sollten die Startkosten gesenkt werden. Um dies zu erreichen, sollte das Konzept flexibler gestaltet werden. Ebenso wurde die Konstruktion der bisher verwendeten mit HTPB betriebenen Booster (kürzer, dafür aus einem Stück statt aus Segmenten zusammengesetzt), der Stufenübergang (bei der H-IIA aus kohlenstofffaserverstärktem Kunststoff) und die Tankkonstruktion vereinfacht. Durch den Einsatz verschiedener Feststoffbooster (SRB oder SSB) und von Boostern mit Flüssigtreibstoffen (LRB) sollte es ermöglicht werden, einen großen Nutzlastbereich abzudecken und die Kosten gering zu halten. Als LRB waren ein oder sogar zwei Erststufen ähnlich wie bei der Delta IV Heavy geplant. Der größere Nutzlastbereich wurde realisiert, das LBR-Konzept jedoch aufgegeben.
Auch bei den Triebwerken gab es Änderungen, so wurden die bei der H-II seitlich montierten Turbopumpen des LE-7A Erststufentriebwerkes jetzt oberhalb dessen angebracht, wodurch sich das Triebwerk entsprechend verlängerte. Das modifizierte Zweitstufentriebwerk LE-5B liefert 13 % mehr Schub. Statt nur zwei werden jetzt fünf verschiedene Nutzlastverkleidungen mit Längen zwischen 12 m und 16 m und Durchmessern zwischen 4,07 m und 5,10 m angeboten. Die Rakete war seit dem Fiskaljahr 2007 auf dem kommerziellen Markt verfügbar, jedoch international wegen immer noch relativ hoher Startkosten wenig erfolgreich.
- Erstflug: 2001
- Starts: 50, davon 1 Fehlstart
- Zuverlässigkeit: 98 %
- Startkosten: 9,3 bis 12 Mrd. Yen / 85 bis 110 Mio. US$ (je nach Booster-Konfiguration und Verweildauer auf dem Launch-Pad, Stand: 26. November 2007)

Mögliche Boosterkombinationen und entsprechende Trägerbezeichnungen:
- H-IIA 202 (in Betrieb): 2 × SRB-A
- H-IIA 204 (in Betrieb): 4 × SRB-A
- H-IIA 2022 (in Betrieb): 2 × SRB-A + 2 × SSB
- H-IIA 2024 (in Betrieb): 2 × SRB-A + 4 × SSB

Die Trägerbezeichnung leitete sich aus dem Raketentyp und den zum Einsatz kommenden Boostern ab. Dabei stand die erste Stelle für den Raketentyp (1 = H-II, 2 = H-IIA, 3 = H-IIB) und die darauf folgenden Ziffern jeweils die Anzahl der LRB, er SRB und der SSB.

## H-IIB

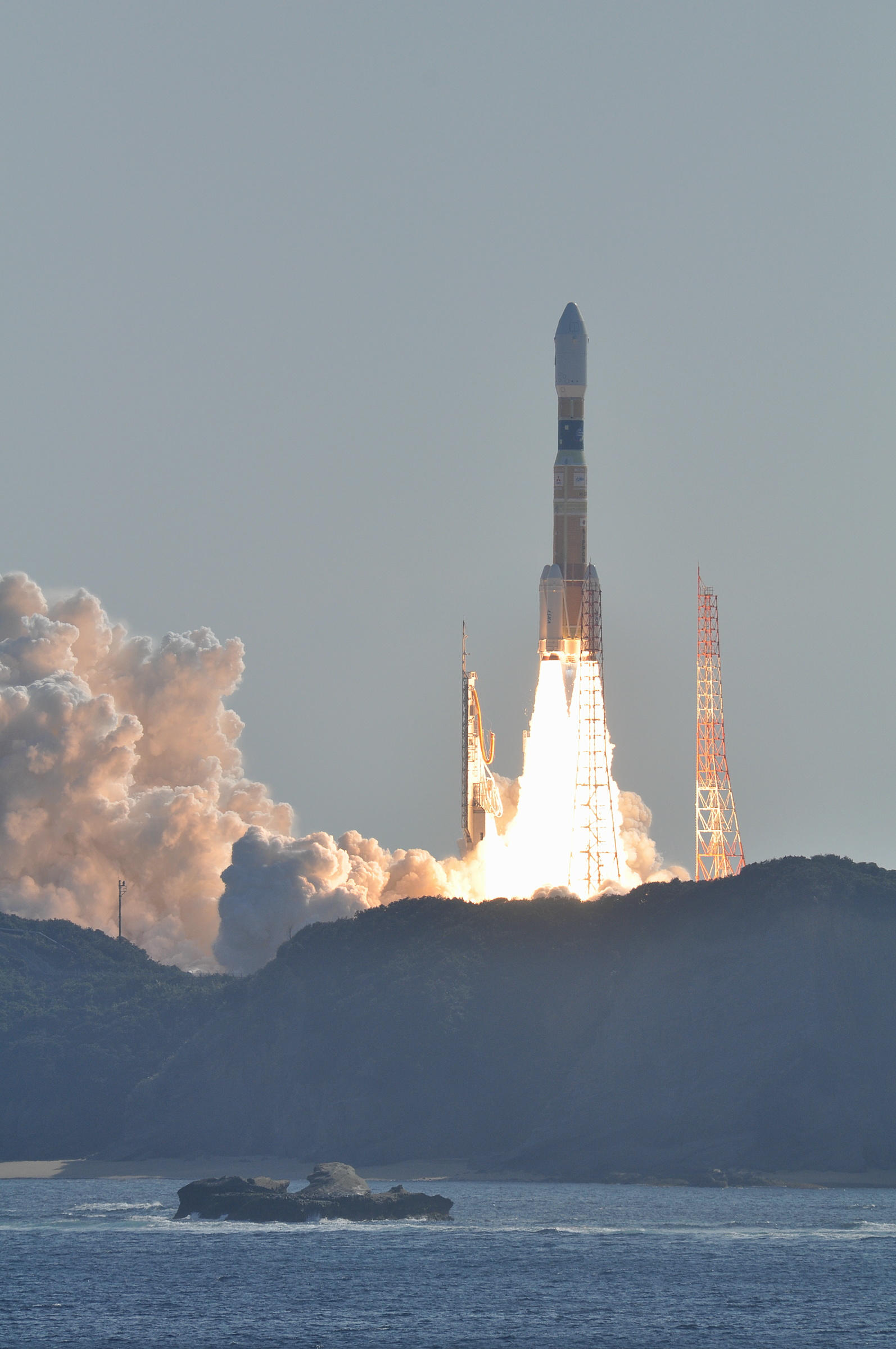
Zweiter Start der H-IIB mit HTV 2

Die H-IIB (ältere Bezeichnung H-IIA-304) war eine Weiterentwicklung der H-IIA, die für schwerere Nutzlasten, wie das HTV (16,5 t) ausgelegt war. Tatsächlich wurde sie auch nur für den Transport dieses Versorgungsraumschiffs eingesetzt. Die erste Stufe der Rakete hatte einen größeren Durchmesser (5,2 m anstatt 4 m) und zwei LE-7A-Triebwerke sowie vier seitliche, feststoffgetriebene Booster (Länge 56 m, Masse 551 t). Die GTO-Nutzlastkapazität sollte bei etwa 8 Tonnen liegen. Die Entwicklung der Rakete wurde 2004 mit einem Budget von etwa 20 Milliarden Yen (umgerechnet etwa 150 Millionen Euro) begonnen.
Am 2. April und am 22. April 2009 fanden Testzündungen auf dem Startgelände in Tanegashima statt, die beide erfolgreich verliefen. Es folgte am 11. Juli 2009 ein intensiver Test mit anschließender Startsimulation (Ground Vehicle Test), bei der die fast vollständige H-IIB-Rakete einen simulierten Countdown auf der Startrampe unterzogen wurde. Lediglich der Nutzlastadapter, die Nutzlast und die Nutzlastverkleidung fehlten bei diesem Test.
Der Erststart am 10. September 2009 trug die Bezeichnung TF-1 (TF = Test Flight). Dabei wurde der Raumtransporter H-2 Transfer Vehicle (HTV) erfolgreich ins All gebracht. Ihren letzten Start absolvierte die H-IIB mit der letzten HTV-Mission am 20. Mai 2020.

## Technische Daten

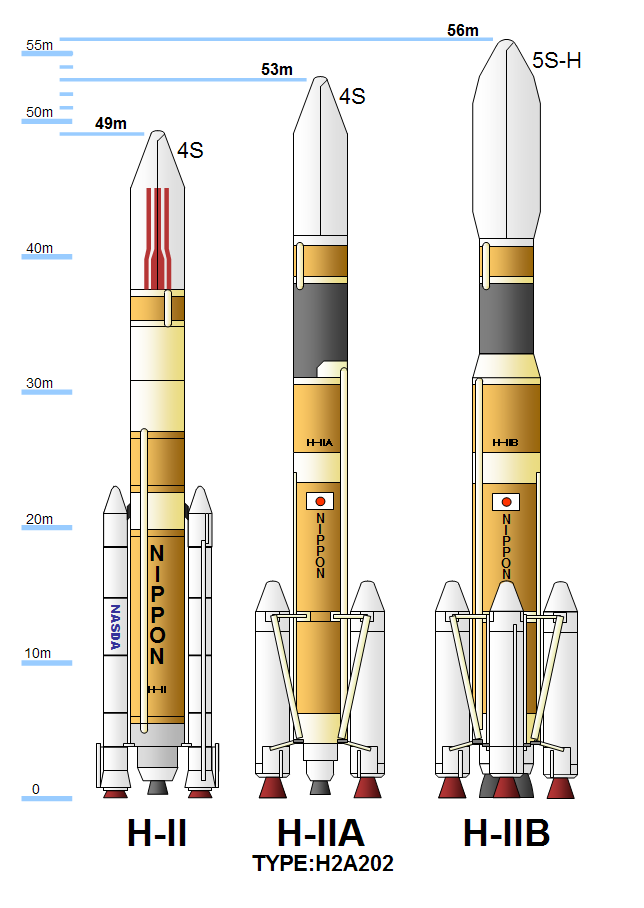
Die H-II-Reihe

Die Booster wurden mit festem Treibstoff betrieben. Als Raketentreibstoff der ersten und zweiten Stufe diente jeweils flüssiger Sauerstoff (LOX) und flüssiger Wasserstoff (LH2).
| Model       | H-II                         | H-IIA                         | H-IIA                         | H-IIB                            |
| ----------- | ---------------------------- | ----------------------------- | ----------------------------- | -------------------------------- |
| Stufen      | 2 + Booster                  | 2 + Booster                   | 2 + Booster                   | 2 + Booster                      |
| Höhe        | 49 m                         | 53–57 m                       | 53–57 m                       | 56 m                             |
| Durchmesser | 4,0 m                        | 4,0 m                         | 4,0 m                         | 5,2 m                            |
| Startmasse  | 260 t                        | 285 – 347 t                   | 285 – 347 t                   | 531 t                            |
| Startschub  | 3962 kN                      | bis zu 4913 kN                | bis zu 4913 kN                | 8372 kN                          |
| Nutzlast    | 10 t LEO 4 t GTO             | 10–15 t LEO 4–6 t GTO         | 10–15 t LEO 4–6 t GTO         | 19 t LEO 8 t GTO                 |
|             | Booster                      |                               |                               |                                  |
| Typ         | H-II-0                       | SRB-A                         | SSB                           | SRB-A                            |
| Anzahl      | 2                            | 2-4                           | 0-4                           | 4                                |
| Höhe        | 23,36 m                      | 15,2 m                        | 14,9 m                        | 15,2 m                           |
| Durchmesser | 1,81 m                       | 2,5 m                         | 1,0 m                         | 2,5 m                            |
| Leermasse   | 11,25 t                      | 10,4 t                        | 2,5 t                         | 10,55 t                          |
| Startmasse  | 70,4 t                       | 76,4 t                        | 15,5 t                        | 76,5 t                           |
| Triebwerk   | H-II-0 mit 1.540 kN Schub    | SRB-A mit 2.245 kN Schub      | Castor 4XL mit 745 kN Schub   | SRB-A mit 4 × 2.305 kN Schub     |
| Brenndauer  | 94 s                         | 120 s                         | 60 s                          | 114 s                            |
|             | 1. Stufe                     |                               |                               |                                  |
| Typ         | H-II-1                       | H-IIA-1                       | H-IIA-1                       |                                  |
| Höhe        | 28 m                         | 37,2 m                        | 37,2 m                        | 38,2 m                           |
| Durchmesser | 4,0 m                        | 4,0 m                         | 4,0 m                         | 5,2 m                            |
| Leermasse   | 11,9 t                       | 13,6 t                        | 13,6 t                        | 24,2 t                           |
| Startmasse  | 98,1 t                       | 113,6 t                       | 113,6 t                       | 202 t                            |
| Triebwerk   | LE-7 mit 844/1080 kN Schub 1 | LE-7A mit 815/1096,5 kN Schub | LE-7A mit 815/1096,5 kN Schub | 2 × LE-7A, gesamt 2,196 kN Schub |
| Brenndauer  | 346 s                        | 397 s                         | 397 s                         | 352 s                            |
|             | 2. Stufe                     |                               |                               |                                  |
| Typ         | LE-5A                        | LE-5B                         | LE-5B                         | LE-5B-2                          |
| Höhe        | 10,7 m                       | 9,2 m                         | 9,2 m                         | 11 m                             |
| Durchmesser | 4,0 m                        | 4,0 m                         | 4,0 m                         | 4,0 m                            |
| Leermasse   | 2,7 t                        | 3,0 t                         | 3,0 t                         | 3,4 t                            |
| Startmasse  | 19,7 t                       | 19,6 t                        | 19,6 t                        | 20 t                             |
| Triebwerk   | LE-5A mit 121,6 kN Schub     | LE-5B mit 137,16 kN Schub     | LE-5B mit 137,16 kN Schub     | LE-5B-2 mit 137,2 kN Schub       |
| Brenndauer  | 609 s                        | 534 s                         | 534 s                         | 499 s                            |